# Steffenberg
Steffenberg est une municipalité allemande située dans l'arrondissement de Marbourg-Biedenkopf et dans le land de la Hesse. Elle se trouve à 20 km de Dillenburg et à 35 km de Marbourg.
- (de) Cet article est partiellement ou en totalité issu de l’article de Wikipédia en allemand intitulé « Steffenberg » (voir la liste des auteurs).